# Joseph-Louis Lagrange
Giuseppe Luigi Lagrangia, naturalizzato in seguito Joseph-Louis Lagrange (Torino, 25 gennaio 1736 – Parigi, 10 aprile 1813), è stato un matematico e astronomo italiano naturalizzato francese attivo, nella sua maturità scientifica, per ventuno anni a Berlino e per ventisei a Parigi.
Viene unanimemente considerato tra i maggiori e più influenti matematici europei del XVIII secolo; notevoli anche i suoi innovativi contributi alla fisica matematica. La sua più importante opera è la Mécanique analytique, pubblicata nel 1788, con cui nasce convenzionalmente la meccanica razionale e quella analitica. In matematica, è ricordato per i contributi dati alla teoria dei numeri, per essere stato tra i fondatori del calcolo delle variazioni (deducendolo, nella sua "Mécanique analytique", attraverso quella formulazione teorica della meccanica razionale nota come meccanica lagrangiana), per i risultati nel campo delle equazioni differenziali e dell'analisi infinitesimale, nonché per essere stato uno dei pionieri della teoria dei gruppi e della teoria classica dei campi.
Nel settore della meccanica celeste, condusse ricerche sul fenomeno della librazione lunare e, in seguito, sui movimenti dei satelliti del pianeta Giove; indagò, con il rigore del calcolo matematico, il problema dei tre corpi e del loro equilibrio dinamico; si dedicò inoltre a studi di scienze naturali. Furono suoi allievi Jean-Baptiste Joseph Fourier, Giovanni Plana e Siméon-Denis Poisson.

## Biografia

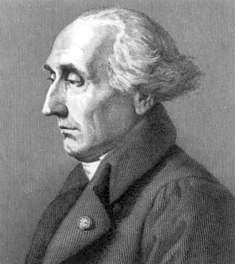
Ritratto di Lagrangia

Nacque a Torino il 25 gennaio 1736 da Giuseppe Francesco Lodovico Lagrangia (Torino, 1708 – Torino, 1803), di lontane origini francesi nonché tesoriere dell'Artiglieria del Re di Sardegna, e da Maria Teresa Grosso, figlia unica di un medico benestante di Cambiano. Lagrange era il maggiore di undici fratelli ma di questi solo lui e un altro riuscirono ad arrivare all'età adulta. Come primogenito, fu chiamato a seguire le orme del padre (laureatosi alla facoltà giuridica dell'Università di Torino nel 1725), iscrivendosi, all'età di quattordici anni, alla stessa università per intraprendere gli studi giuridici; tuttavia non sostenne alcun esame.
Ebbe come insegnante il teologo Sigismondo Gerdil, che lo avviò ai grandi classici quali Cicerone e Virgilio. Tuttavia, pur essendo il latino sua materia preferita, l'interesse per la matematica prevalse, iniziando a frequentare le lezioni di geometria di Filippo Antonio Revelli e quelle di fisica sperimentale di Giambattista Beccaria. Per quanto concerne le matematiche superiori, Lagrangia fu un autodidatta, e su consiglio del padre scolopio Beccaria iniziò a studiare gli Elementa matheseos universae del filosofo e matematico Christian Wolff. Fu una lettura all'insaputa della famiglia, e poiché si trattava di un libro costoso dovette trascrivere e compendiare in diversi quadernetti.
In seguito, a partire dal 1752 e sempre da autodidatta, continuò nello studio di alcuni dei più importanti testi di matematica pubblicati in quel periodo: le Instituzioni analitiche di Maria Gaetana Agnesi (1748), le Lectiones mathematicae de calculo integralium di Johann Bernoulli (1742), il Traité de dynamique di d'Alembert (1743), il Methodus inveniendi lineas curvas di Eulero (1744), le Produzioni matematiche di Giulio Carlo Fagnano. Delle opere di Eulero, Lagrange lesse anche la sua Mechanica, sive motus scientia analytice exposita, che fu pubblicata in due volumi nel 1736, l'anno della sua nascita. Si trattava di un'importante opera di meccanica del punto materiale esposta, per la prima volta, con i metodi dell'analisi infinitesimale.
Per Lagrangia fu una lettura assai formativa, un vero "corso universitario a distanza", al punto che nel corso della sua lunga carriera scientifica, come per Eulero, privilegiò sempre i metodi analitici, deprecando il ricorso alle dimostrazioni geometriche, come era d'uso allora. Il suo primo lavoro scientifico fu una lettera a stampa, la Lettera a Giulio Carlo da Fagnano, pubblicato nel 1754; fu l'unico lavoro di ricerca che scrisse in italiano. La notorietà e il positivo apprezzamento della comunità scientifica internazionale per questo primo lavoro gli valse, il 26 settembre 1755, la nomina da parte del re Carlo Emanuele III a "Sostituto del Maestro di Matematica" nelle Regie Scuole di Teoria d'Artiglieria del capoluogo piemontese, all'età di appena diciannove anni.
Della sua attività didattica presso questa scuola resta un manoscritto delle sue lezioni intitolato Principi di analisi sublime; è invece andato disperso un trattato di meccanica. Eulero rimase impressionato dalle sue doti e nel 1759 lo fece eleggere membro dell'Accademia di Berlino. Lo stesso anno, in una corrispondenza con Eulero, espose le sue idee sul calcolo delle variazioni. Allievo di quegli anni, e suo primo discepolo, fu il militare e matematico François Daviet de Foncenex, futuro capitano di fregata e luogotenente colonnello di fanteria.
Nel 1757 partecipò alla fondazione della Società Privata (la futura Accademia Reale delle Scienze di Torino). I suoi nervi risentirono forse dell'incessante lavoro e divenne ipocondriaco. Nel 1766, su proposta di Eulero e di d'Alembert, venne chiamato da Federico II di Prussia a succedere a Eulero stesso come presidente della classe di scienze dell'Accademia di Berlino. In questo anno, si sposò con Vittoria Conti e il matrimonio fu felice. Egli rimase a Berlino fino alla morte del sovrano.

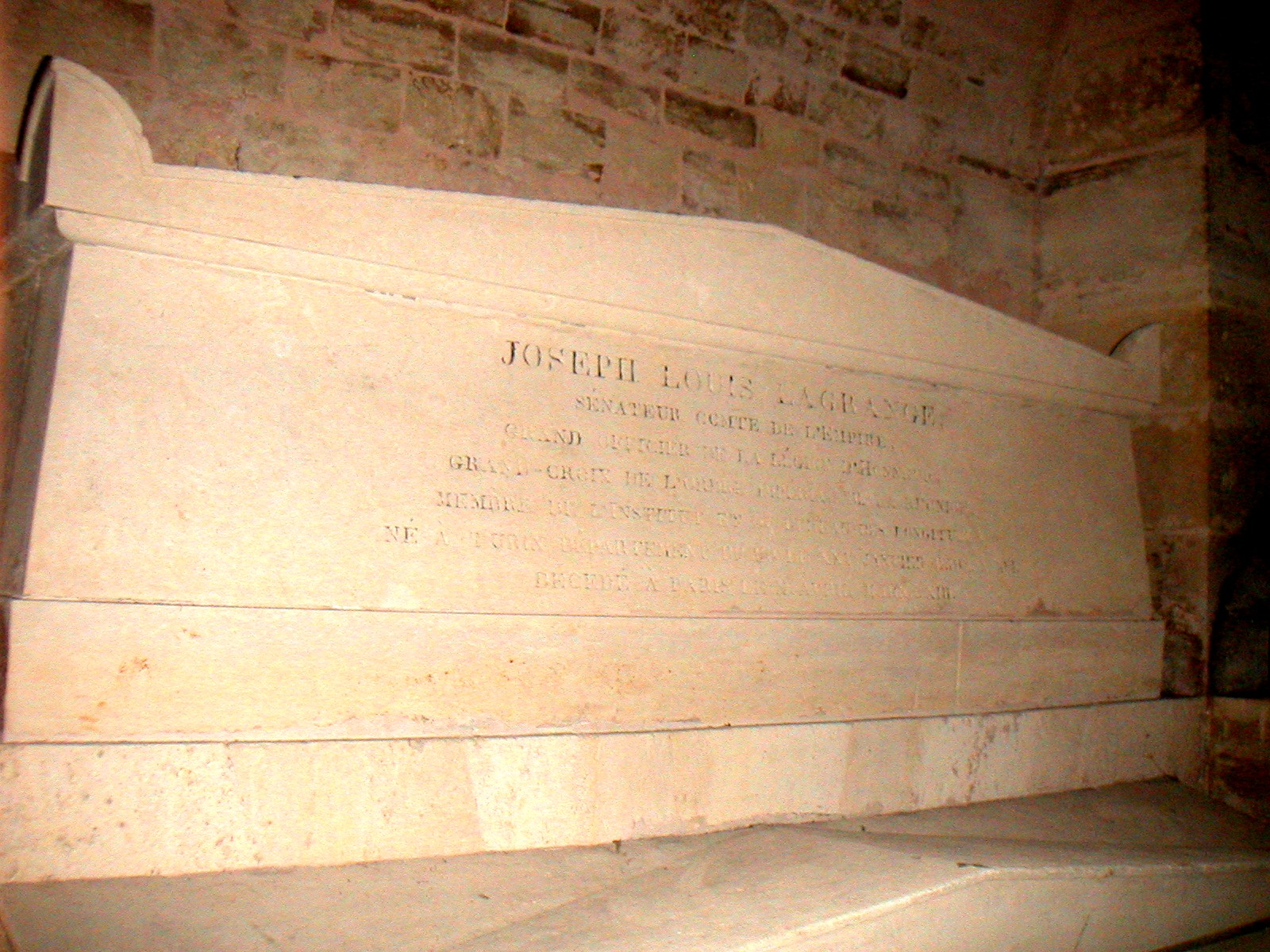
La tomba di Lagrange al Panthéon di Parigi

Nel 1783 Vittoria morì e nel 1787, nonostante fosse all'apice della sua fama, venne colpito da un periodo di forte depressione. Lo stesso anno si trasferì a Parigi su invito di Luigi XVI, che lo nominò direttore della sezione matematica dell'Académie des Sciences, carica che aveva già ricoperto a Berlino. Nella capitale francese fu accolto con tutti gli onori, gli fu concessa una pensione di 6 000 franchi e un appartamento al Louvre. Durante la Rivoluzione francese gli fu offerto di tornare a Berlino ma egli rifiutò. In questo periodo si mosse sempre con prudenza per evitare guai politici e non finire ghigliottinato.
Il 31 maggio 1792 si risposò con la venticinquenne Renée Françoise Adélaïde Le Monnier, figlia dell'astronomo e amico Pierre Charles, acquisendo con questo matrimonio, in base alla Costituzione della Repubblica, il diritto alla cittadinanza francese. Divenne presidente della commissione cui era stato affidato il compito di fissare un nuovo sistema di pesi e misure, il sistema metrico decimale dal quale avrà origine l'odierno Sistema internazionale (SI). Dal 1797, insegnò all'École polytechnique, appena fondata. La sua fama rimase comunque immutata sia durante la Rivoluzione sia sotto Napoleone Bonaparte. Con il suo affermarsi al potere, infatti, la posizione di Lagrangia si consolidò: ricevette la Legion d'Onore, venne eletto al Senato di Francia e nominato Conte dell'Impero. Si spense nel 1813 e venne sepolto nel Pantheon.
Fu ricordato fra gli altri da Giambattista Magistrini che ne scrisse una lode.

## Il cognome

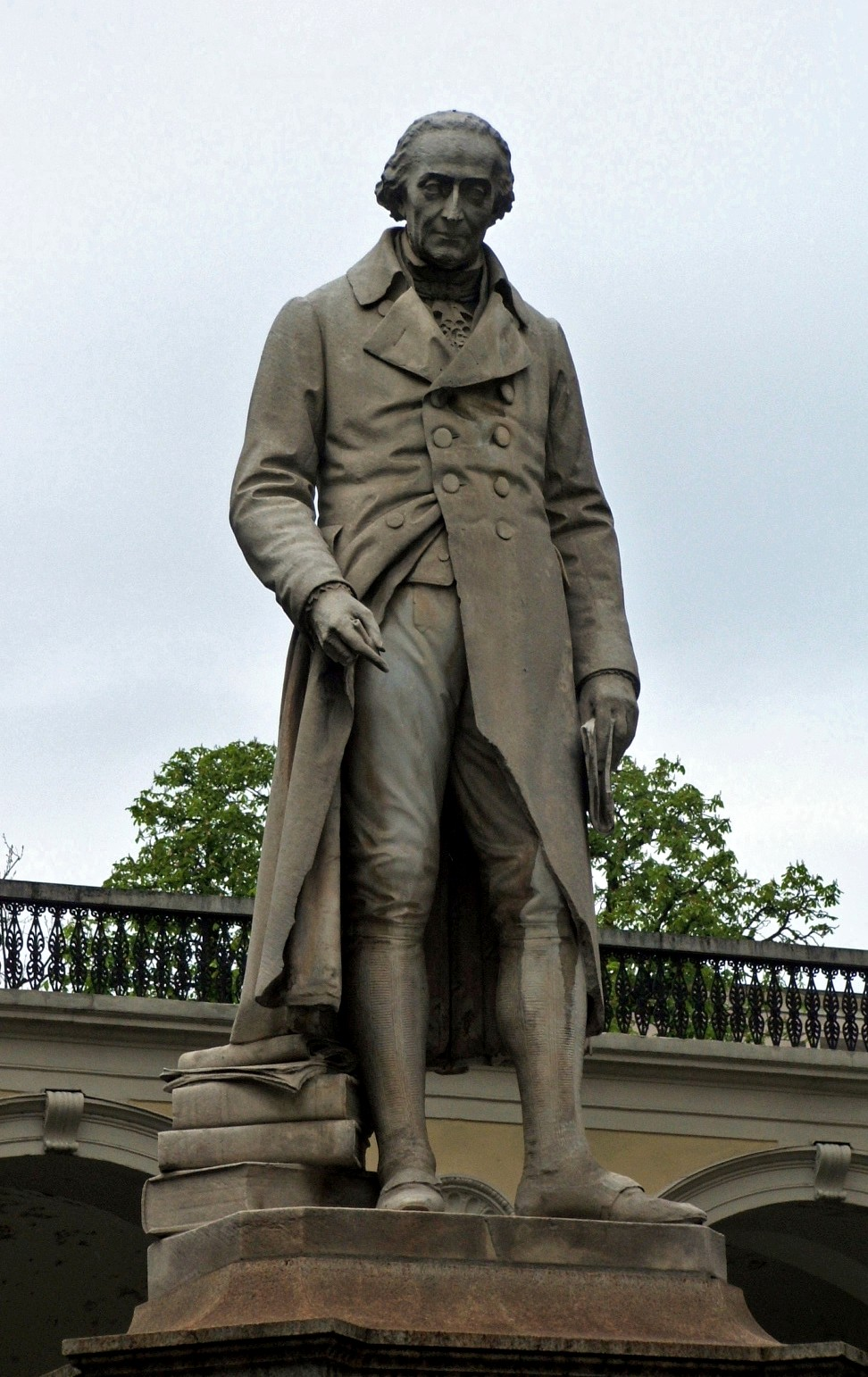
Statua che ricorda lo studioso a Torino, nell'omonima piazza Lagrange

Ci sono diverse grafie del cognome di Lagrange: da giovane si firmò "De la Grangia Tournier", "Tournier de la Grangia" e anche "Tournier". In seguito, si trova scritto come "De la Grangia", e "la Grange". Dopo essersi trasferito a Berlino e soprattutto a Parigi (dove, nel periodo della Rivoluzione francese, un'origine nobile non era vista di buon occhio) si firmò sempre "Lagrange".
Lo storico della matematica Gino Loria, al fondo della p. 747 della sua Storia delle matematiche (1950), scrive testualmente: 
Infatti, Lagrange fu battezzato cinque giorni dopo la sua nascita nella chiesa consacrata ai santi Eusebio e Filippo Neri, in Torino. Nell'atto battesimale iscritto nei registri della chiesa di San Filippo e attualmente depositato presso la parrocchia di San Tommaso in via Pietro Micca, è riportato quanto segue:
(Firm. Padre Carlo Boscallis della Congregazione dell'Oratorio di S. Eusebio)
Lagrange fu chiamato "Luigi" come il suo bisavolo che nel secolo precedente (1651) aveva lasciato la Francia di Luigi XIV (mentre era reggente Anna Maria Maurizia d'Asburgo) e si era stabilito a Torino, al servizio di Carlo Emanuele II.
Una via del centro storico di Torino e una piazza sono intestate in suo onore (Via Giuseppe Luigi Lagrange e Piazza Giuseppe Luigi Lagrange).
Il Dipartimento di Scienze Matematiche (DISMA) del Politecnico di Torino è stato intitolato in suo onore.

## Opere

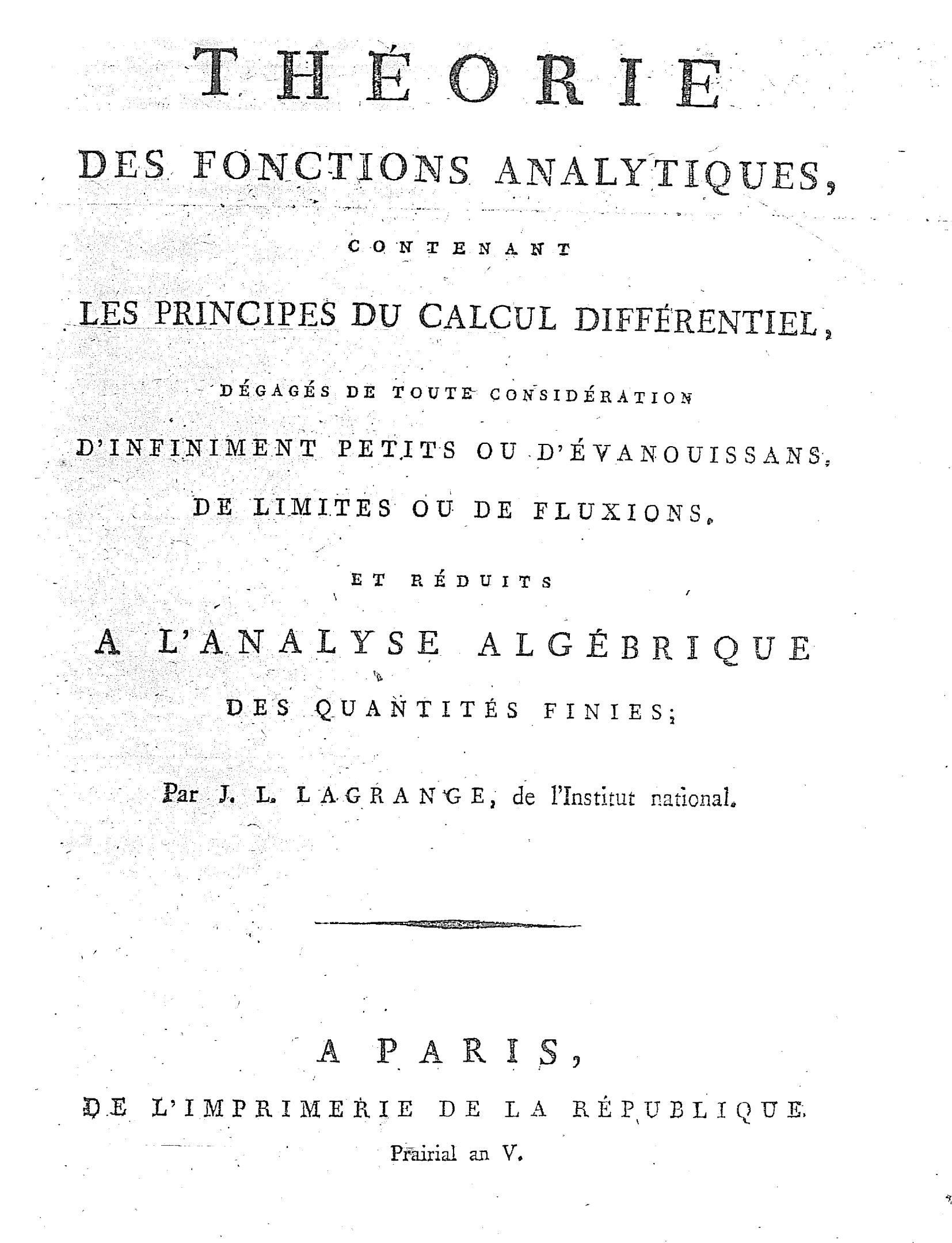
Théorie des fonctions analytiques

Compì ricerche di fondamentale importanza sul calcolo delle variazioni, sulla teoria delle funzioni e sulla sistemazione matematica della meccanica. Svolse inoltre studi di astronomia, trattando soprattutto il problema della mutua attrazione gravitazionale fra tre corpi, e di scienze naturali. Le sue opere maggiori sono:
- Miscellanea Taurinensia, Vol. I (1759), Vol. II (1763), Vol. III (1765);
- Mécanique analytique (1788);
- Théorie des fonctions analytiques (1797);
- Leçons sur le calcul des fonctions (1806).